# Washington Diplomats
Los Washington Diplomats fueron un equipo de fútbol de los Estados Unidos con sede en Washington, D. C. Fue creada la franquicia en 1974 y jugaban desde ese mismo año en la North American Soccer League (NASL) hasta 1981 y en la American Professional Soccer League en 1988 a 1990. En toda su historia ejercieron sus partidos como local en el Robert F. Kennedy Memorial Stadium.

## Historia

### North American Soccer League
Los Washington Diplomats fue fundado en año 1974 y en ese mismo año, debutó en la liga profesional de la North American Soccer League, pero en su debut no fue bueno ya que finalizó cuarto en su división. Mientras en la temporada 1976, clasificó a playoffs y otras 3 apariciones en postemporada. El club desapareció después de la temporada 1981 y años después vuelve el equipo en 1988 pero esta vez en la American Soccer League. Uno de los jugadores destacados fue el jugador neerlandés, Johan Cruyff.

### American Soccer League/American Professional Soccer League
En 1988, uno de los equipos inaugurales en la tercera encarnación de la American Soccer League fue denominado Washington Diplomats. En la temporada de 1990, esta liga se combinó con la Western Soccer Alliance para formar la American Professional Soccer League, que se convirtió finamente en la USL First Division. Esta versión de los Diplomatas terminó tras la temporada 1991.

## Uniforme
- Uniforme titular: Camiseta roja, pantalón rojo, medias rojas
- Uniforme alternativo: Camiseta blanca, pantalón blanco, medias blancas.

## Temporadas

### North American Soccer League (NASL)
| Temporada | PJ | PG | PE | PP | GF | GC | DIF | PTS | Posición              | Postemporada               |
| --------- | -- | -- | -- | -- | -- | -- | --- | --- | --------------------- | -------------------------- |
| 1974      | 20 | 7  | 1  | 12 | 29 | 36 | −7  | 70  | 4.ª División del Este | -                          |
| 1975      | 22 | 12 | 0  | 10 | 42 | 47 | −5  | 112 | 4.ª División del Este | -                          |
| 1976      | 24 | 14 | 0  | 10 | 46 | 38 | +8  | 126 | 3.ª División del Este | Primera ronda              |
| 1977      | 26 | 10 | 0  | 16 | 32 | 49 | −17 | 92  | 4.ª División del Este | -                          |
| 1978      | 30 | 16 | 0  | 14 | 55 | 47 | +8  | 145 | 2.ª División del Este | C. de final de conferencia |
| 1979      | 30 | 19 | 0  | 11 | 68 | 50 | +18 | 172 | 2.ª División del Este | Primera ronda              |
| 1980      | 32 | 17 | 0  | 15 | 72 | 61 | +11 | 159 | 2.ª División del Este | Primera ronda              |
| 1981      | 32 | 15 | 0  | 17 | 59 | 58 | +1  | 135 | 3.ª División del Este | -                          |

### American Soccer League (ASL)
| Temporada | PJ | PG | PE | PP | GF | GC | DIF | PTS | Posición             | Postemporada |
| --------- | -- | -- | -- | -- | -- | -- | --- | --- | -------------------- | ------------ |
| 1988      | 20 | 10 | 0  | 10 | 27 | 30 | −3  | 30  | 2.º División del Sur | Campeón      |
| 1989      | 22 | 11 | 0  | 9  | 32 | 26 | +6  | 33  | 3.ª División del Sur | -            |

### American Professional Soccer League (APSL)
| Temporada | PJ | PG | PE | PP | GF | GC | DIF | PTS | Posición             | Postemporada |
| --------- | -- | -- | -- | -- | -- | -- | --- | --- | -------------------- | ------------ |
| 1990      | 20 | 5  | 0  | 15 | 22 | 40 | −18 | 16  | 5.ª División del Sur | -            |

PJ = Partidos jugados; PG = Partidos ganados; PE = Partidos empatados; PP = Partidos perdidos; GF = Goles a favor; GC = Goles en contra; PTS = Puntos

## Jugadores destacados
| - Johan Cruyff (1980-81) - Thomas Rongen (1980) - Randy Horton (1975) - Gary Darrell (1974-1980) - Mike Bakić (1978-79) - Robert Iarusci (1979-1980) | - Gérard Joseph (1975) - Art Welch (1977-1979) - Leroy DeLeon (1974-1977) - Luis Ramírez Zapata (1990) - Andries Maseko (1978-1980) - Alain Maca (1974-1976) - Charlie McCully (1976) |

## Entrenadores

### Cronología de los entrenadores
- Gordon Bradley (1978-1980)
- Hugo Berly (1988)
- Ian Bain (1988) (interino)
- John Ellinger (1989)
- Stojan Nikolic (1990)

## Palmarés

### Torneos nacionales
- American Soccer League (1): 1988.